# Anna Maria Monticelli
Anna Maria Monticelli é uma atriz, roteirista e produtora australiana nascida no Marrocos.
Monticelli ganhou o Prêmio AFI de Melhor Atriz Coadjuvante em 1984 por seu papel em Silver City. Em 2001 ela foi indicada ao Prêmio AFI de Melhor Roteiro Original por La Spagnola.  Nos prêmios da Guilda de Roteiristas Australianos de 2008, ela ganhou a melhor adaptação cinematográfica por seu roteiro de Desgraça, de JM Coetzee. Nos Prêmios do Círculo de Críticos de Cinema da Austrália, ela ganhou o prêmio de Melhor Roteiro por Desgraça em 2010 e foi indicada para Melhor Filme em 2010 (produtor) por Desgraça e Melhor Roteiro - Original em 2002 por La Spagnola.
Monticelli é casada com o ator e diretor Steve Jacobs que dirigiu La Spagnola e Desgraça. 

## Filmografia

### Filme
| Título | Ano             | Papel                                                 | Tipo           |
| ------ | --------------- | ----------------------------------------------------- | -------------- |
| 1981   | Smash Palace    | Esposa de Jacqui / Alan (como Anna Jemison)           | Longa metragem |
| 1982   | Heatwave        | Victoria West (como Anna Jemison)                     | Longa metragem |
| 1982   | The Dark Room   | Amante de Nicky / Ray (como Anna Jemison)             | Longa metragem |
| 1984   | My First Wife   | Hilary (como Anna Jemison)                            | Longa metragem |
| 1984   | Silver City     | Anna (como Anna Jemison)                              | Longa metragem |
| 1985   | After Hours     | Sandra Adams (como Anna-Maria Monticelli)             | Curta-metragem |
| 1985   | The Empty Beach | Anne Winter (como Anna-Maria Monticelli)              | Longa metragem |
| 1986   | Nomads          | Veronique 'Niki' Pommier (como Anna-Maria Monticelli) | Longa metragem |
| 1994   | Life Forms      | Mel                                                   | Curta-metragem |
| 2004   | The Brother     | Catherine                                             | Curta-metragem |

### Televisão
| Título     | Ano                               | Papel                                                | Tipo                                                           |
| ---------- | --------------------------------- | ---------------------------------------------------- | -------------------------------------------------------------- |
| 1981       | A Sporting Chance                 | Papel de convidada                                   | Série de TV, episódio 3: "Whatever Happened To Stephen Doyle?" |
| 1982       | For the Term of His Natural Life  | Alicia (como Anna Jemison)                           | Minissérie de TV, 1 episódio                                   |
| 1984       | Special Squad                     | Teresa Parrissa (como Anna Jemison)                  | Série de TV, episódio 3: "Code Of Silence"                     |
| 1984       | Carson's Law                      | Eva Tarrant (como Anna Jemison)                      | Série de TV, 21 episódios                                      |
| 1985       | Archer (aka "Archer's Adventure") | Anna Swift (como Anna-Maria Monticelli)              | Filme de TV                                                    |
| 1985       | Five Mile Creek                   | Papel de convidada                                   | Série de TV, 1 episódio                                        |
| 1985       | Handle with Care                  | Kate (como Anna-Maria Monticelli)                    | Filme de TV                                                    |
| 1987       | The Edge of Power                 | Gail Traynor (como Anna-Maria Monticelli)            | Filme de TV                                                    |
| 1987       | Play School                       | Apresentadora convidada (como Anna Maria-Monticelli) | Série de TV, 2 episódios                                       |
| 1988       | Rafferty's Rules                  | Diana Newby                                          | Série de TV, 1 episódio                                        |
| 1988       | Emma: Queen of the South Seas     | Papel recorrente: Princesa Le'utu                    | Minissérie de TV, 2 episódios                                  |
| 1988       | Mission: Impossible               | Papel de convidada: Lydia                            | Série de TV, episódio 4: "The Condemned"                       |
| 1989       | G.P.                              | Papel de convidada                                   | Série de TV, 1 episódio                                        |
| 1989       | Living With The Law               | Papel de convidada                                   | Série de TV, 1 episódio                                        |
| 1990       | Family and Friends                | Luciana Rossi                                        | Série de TV                                                    |
| 1990; 1993 | English at Work                   | Ela mesma                                            | Série de TV, 4 episódios                                       |
| 1991       | A Country Practice                | Papel de convidada                                   | Série de TV, 2 episódios                                       |
| 1991       | New Faces                         | Juíza convidada                                      | Série de TV, 1 episódio                                        |
| 1991       | In Sydney Today                   | Convidada                                            | Série de TV, 1 episódio                                        |
| 1991       | The World Tonight                 | Ela mesma                                            | Série de TV, 1 episódio: "Beauty and the Beast"                |
| 1991       | Chances                           | Bella                                                | Série de TV, 1 episódio                                        |
| 1992       | The Girl from Tomorrow II         | Freya                                                | Série de TV, 1 episódio                                        |
| 1993       | Insiders                          | Ela mesma                                            | Série de TV, 1 episódio                                        |
| 1993       | Eggshells                         | Papel de convidada                                   | Série de TV, 1 episódio                                        |
| 1994       | Under the Skin                    |                                                      | Série de TV, 2 episódios                                       |
| 1994       | Sky Trackers                      | Papel recorrente: Marie Colbert                      | Série de TV, 26 episódios                                      |
| 1995       | Singapore Sling: Road to Mandalay | Tamara                                               | Série de filmes para TV, 1 episódio                            |
| 1997       | Sex and Beyond: 25 Years of Cleo  | Ela mesma                                            | Especial de TV                                                 |
| 2001       | The Movie Show                    | Ela mesma                                            | Série de TV, 1 episódio                                        |
| 2002       | La Spagnola: Behind the Scenes    | Ela mesma                                            | Curto documentário em vídeo                                    |
| 2002       | Home and Away                     | Helen Poulos                                         | Série de TV, 3 episódios                                       |
| 2002       | White Collar Blue                 | Sra. Cable                                           | Piloto de TV / filme                                           |

Roteirista
- La Spagnola (2001)
- Desgraça (2008)

Produtora
- La Espagnola (2001)
- Desgraça (2008)